# Microtus ilaeus
Microtus ilaeus és una espècie de talpó que viu a l'Afganistan, el Kazakhstan, el Tadjikistan, el Turkmenistan i el Kirguizstan.